# Schwedische Badmintonmeisterschaft
Die Schwedischen Meisterschaften im Badminton werden seit der Saison 1936/1937 ausgetragen. Im selben Jahr starteten die Juniorenmeisterschaften. Internationale Titelkämpfe gibt es in Schweden seit 1956, Mannschaftstitelkämpfe seit 1945.

## Die Titelträger
| Saison | Herreneinzel                           | Dameneinzel                      | Herrendoppel                                                    | Damendoppel                                                 | Mixed                                                            |
| ------ | -------------------------------------- | -------------------------------- | --------------------------------------------------------------- | ----------------------------------------------------------- | ---------------------------------------------------------------- |
| 1937   | Bengt Polling Malmö BK                 | Thyra Hedvall SBK                | Bengt Polling Thore Sjögren Malmö BK                            | Thyra Hedvall Märtha Sköld SBK                              | Curt-Eric Walldow Edith Persson BK-33 Malmö                      |
| 1938   | Bengt Polling Malmö BK                 | Thyra Hedvall SBK                | Sture Ericsson Gösta Kjellberg Brandkårens IK SBK               | Thyra Hedvall Märtha Sköld SBK                              | Bengt Polling Gulli Paulsson Malmö BK                            |
| 1939   | Sture Ericsson Brandkårens IK          | Thyra Hedvall Försäkringen       | Sture Ericsson Gösta Kjellberg Brandkårens IK SBK               | Thyra Hedvall Carin Stridbäck Försäkringsmännen             | Bertil Jönsson Britt Pahle BK-33 Malmö                           |
| 1940   | Sven Malmfält Malmö BK                 | Evy Holmgren BK Smash            | Sven Malmfält Helge Paulsson Malmö BK                           | Britta Bergström Thyra Hedvall Försäkringsmännen            | Sture Ericsson Britta Bergström Brandkårens IK Försäkringsmännen |
| 1941   | Sven Malmfält MAI                      | Evy Holmgren BK Smash            | Sven Malmfält Helge Paulsson MAI                                | Thyra Hedvall Carin Stridbäck Försäkringsmännen             | Sture Ericsson Britta Bergström Brandkårens IK Försäkringsmännen |
| 1942   | Hasse Petersson BK-33 Malmö            | Martha Holmström BMK Aura        | Sture Ericsson Gösta Kjellberg Brandkårens IK SBK               | Thyra Hedvall Carin Stridbäck Försäkringsmännen             | Bertil Jönsson Britt Pahle BK-33 Malmö                           |
| 1943   | Hasse Petersson BK-33 Malmö            | Thyra Hedvall SBK                | Helge Paulsson Bengt Polling Malmö BK                           | Thyra Hedvall Märtha Sköld SBK                              | Sven Malmfält Greta Lindahl MAI                                  |
| 1944   | Hasse Petersson BK-33 Malmö            | Amy Pettersson MAI               | Helge Paulsson Bengt Polling Malmö BK                           | Thyra Hedvall Märtha Sköld SBK                              | Knut Malmgren Elsy Killick MAI                                   |
| 1945   | Hasse Petersson BK-33 Malmö            | Carin Stridbäck Fjäderbollen     | Nils Jonson Anders Salén BK Eken SBK                            | Elsy Killick Amy Pettersson MAI                             | Olle Wahlberg Thyra Hedvall SBK                                  |
| 1946   | Helge Paulsen Malmö BK                 | Amy Pettersson MAI               | Nils Jonson Lars Carlsson AIK                                   | Thyra Hedvall Märtha Sköld SBK                              | Nils Jonson Kerstin Bergström AIK                                |
| 1947   | Helge Paulsen Malmö BK                 | Carin Stridbäck Fjäderbollen     | Nils Jonson Lars Carlsson AIK                                   | Thyra Hedvall Märtha Sköld SBK                              | Nils Jonson Signe Håkansson AIK BMK Aura                         |
| 1948   | Olle Wahlberg AIK                      | Amy Pettersson MAI               | Nils Jonson Lars Carlsson AIK                                   | Margareta Blomqvist Carin Stridbäck Fjäderbollen            | Knut Malmgren Berit Nilsson MAI                                  |
| 1949   | Nils Jonson AIK                        | Berit Nilsson MAI                | Helge Paulsson Bengt Polling Malmö BK                           | Berit Nilsson Amy Pettersson MAI                            | Knut Malmgren Elsy Killick MAI                                   |
| 1950   | Inge Blomberg MAI                      | Amy Pettersson MAI               | Nils Jonson Olle Wahlberg AIK                                   | Thyra Hedvall Carin Ternström SBK Fjäderbollen              | Knut Malmgren Elsy Killick MAI                                   |
| 1951   | Inge Blomberg MAI                      | Thora Löfgren Göteborgs BK       | Nils Jonson Stellan Mohlin AIK                                  | Kerstin Bergström Bodil Sterner AIK                         | Knut Malmgren Elsy Killick MAI                                   |
| 1952   | Nils Jonson AIK                        | Amy Pettersson MAI               | Nils Jonson Stellan Mohlin AIK                                  | Astrid Löfgren Tora Löfgren Göteborgs BK                    | Knut Malmgren Elsy Killick MAI                                   |
| 1953   | Nils Jonson AIK                        | Ulla-Britt Schelin ÖIS           | Nils Jonson Stellan Mohlin AIK                                  | Bodil Sterner Kerstin Ståhl AIK                             | Stellan Mohlin Kerstin Ståhl AIK                                 |
| 1954   | Leif Ekedahl Göteborgs BK              | Ulla-Britt Schelin ÖIS           | Nils Jonson Stellan Mohlin AIK                                  | Ingrid Dahlberg Thyra Hedvall SBK                           | Knut Malmgren Elsy Killick MAI                                   |
| 1955   | Leif Ekedahl Göteborgs BK              | Berit Olsson MAI                 | Nils Jonson Stellan Mohlin AIK                                  | Berit Olsson Amy Pettersson MAI                             | Knut Malmgren Elsy Killick MAI                                   |
| 1956   | Leif Ekedahl Göteborgs BK              | Berit Olsson MFF                 | Nils Jonson Stellan Mohlin AIK                                  | Inger Nilsson Berit Olsson MAI                              | Bertil Glans Berit Olsson Halmstads BMK MFF                      |
| 1957   | Ingemar Eliasson Halmstads BMK         | Berit Olsson MFF                 | Knut Malmgren Bo Nilsson MAI                                    | Inger Nilsson Berit Olsson MFF                              | Berndt Dahlberg Ingrid Dahlberg SBK                              |
| 1958   | Bertil Glans Halmstads BMK             | Berit Olsson BMK Aura            | Bo Nilsson Göran Wahlqvist MAI BK Smash                         | Ingrid Dahlberg Berit Olsson SBK BMK Aura                   | Bertil Glans Berit Olsson Halmstads BMK BMK Aura                 |
| 1959   | Bertil Glans Halmstads BMK             | Berit Olsson BMK Aura            | Bo Nilsson Göran Wahlqvist MAI BK Smash                         | Ingrid Dahlberg Berit Olsson SBK BMK Aura                   | Bertil Glans Berit Olsson Halmstads BMK BMK Aura                 |
| 1960   | Berndt Dahlberg SBK                    | Eva Pettersson BK Bollen         | Berndt Dahlberg Bertil Glans SBK Halmstads BMK                  | Inger Nilsson Bodil Sterner MFF Blackeberg                  | Bertil Glans Berit Olsson Halmstads BMK BMK Aura                 |
| 1961   | Leif Ekedahl Göteborgs BK              | Eva Pettersson BK Bollen         | Bengt-Åke Jönsson Göran Wahlqvist BK Smash                      | Berit Olsson Ingrid Persson BMK Aura SBK                    | Bengt-Åke Jönsson Anita Billberg BK Smash                        |
| 1962   | Bertil Glans Halmstads BMK             | Eva Pettersson Ystads BK         | Bengt-Åke Jönsson Göran Wahlqvist BK Smash                      | Lisbeth Friberg Eva Pettersson BK Drive Ystads BK           | Göran Wahlqvist Eva Pettersson BK Smash Ystads BK                |
| 1963   | Bertil Glans Halmstads BMK             | Gunilla Dahlström AIK            | Berndt Dahlberg Bertil Glans SBK Halmstads BMK                  | Berit Andersson Gunilla Dahlström MAI AIK                   | Göran Wahlqvist Eva Pettersson BK Smash Ystads BK                |
| 1964   | Kurt Johnsson Hisingen                 | Eva Pettersson Ystads BK         | Berndt Dahlberg Bertil Glans SBK Halmstads BMK                  | Gunilla Dahlström Eva Pettersson AIK Ystads BK              | Willy Lund Eva Pettersson MAI Ystads BK                          |
| 1965   | Sture Johnsson Hisingen                | Eva Pettersson Ystads BK         | Willy Lund Benny Wihlborg MAI                                   | Ann-Christine Rosenquist Eva Twedberg BMK Aura Ystads BK    | Bengt-Åke Jönsson Gunilla Dahlström BK Smash AIK                 |
| 1966   | Sture Johnsson Hisingen                | Eva Twedberg MAI                 | Willy Lund Göran Wahlqvist MAI                                  | Ann-Christine Rosenquist Eva Twedberg BMK Aura MAI          | Göran Wahlqvist Eva Twedberg MAI                                 |
| 1967   | Sture Johnsson Hisingen                | Eva Twedberg MAI                 | Willy Lund Göran Wahlqvist MAI                                  | Berit Ek Eva Twedberg MAI                                   | Göran Wahlqvist Eva Twedberg MAI                                 |
| 1968   | Sture Johnsson Hisingen                | Eva Twedberg MAI                 | Rolf Hansson Gert Nordqvist BMK Aura                            | Berit Ek Eva Twedberg MAI                                   | Göran Wahlqvist Eva Twedberg MAI                                 |
| 1969   | Kurt Johnsson Hisingen                 | Eva Twedberg MAI                 | Willy Lund Göran Wahlqvist MAI                                  | Ann-Christine Rosenquist Eva Twedberg BMK Aura MAI          | Göran Wahlqvist Eva Twedberg MAI                                 |
| 1970   | Sture Johnsson Hisingen                | Eva Twedberg MAI                 | Sture Johnsson Gert Perneklo Hisingen BMK Aura                  | Lena Andersson Eva Twedberg MAI                             | Kurt Johnsson Karin Lindquist Hisingen BK Eken                   |
| 1971   | Sture Johnsson Spårvägen               | Eva Twedberg MAI                 | Willy Lund Göran Wahlqvist MAI                                  | Ingrid Nilsson Eva Twedberg MAI                             | Gert Perneklo Eva Twedberg MAI                                   |
| 1972   | Sture Johnsson Spårvägen               | Eva Twedberg MAI                 | Sture Johnsson Gert Perneklo Spårvägen BMK Aura                 | Ingrid Nilsson Eva Twedberg MAI                             | Gert Perneklo Eva Twedberg MAI                                   |
| 1973   | Sture Johnsson Spårvägen               | Anette Börjesson GBK             | Bengt Fröman Thomas Kihlström IFK Lidingö                       | Anette Börjesson Karin Lindquist GBK Spårvägen              | Willy Lund Britt-Marie Larsson MAI                               |
| 1974   | Sture Johnsson Spårvägen               | Eva Stuart MAI                   | Bengt Fröman Thomas Kihlström IFK Lidingö Farsta BK             | Britt-Marie Larsson Eva Stuart MAI                          | Gert Perneklo Eva Stuart MAI                                     |
| 1975   | Sture Johnsson Spårvägen               | Anette Börjesson GBK             | Bengt Fröman Thomas Kihlström IFK Lidingö Farsta BK             | Anette Börjesson Ewa Carlander GBK                          | Bengt Fröman Karin Lindquist IFK Lidingö                         |
| 1976   | Thomas Kihlström IFK Lidingö           | Eva Stuart MFF/MAI               | Bengt Fröman Thomas Kihlström IFK Lidingö                       | Karin Lindquist Eva Stuart IFK Lidingö MFF/MAI              | Claes Nordin Anette Börjesson GBK                                |
| 1977   | Sture Johnsson Spårvägen               | Anette Börjesson GBK             | Bengt Fröman Thomas Kihlström IFK Lidingö                       | Britt-Marie Larsson Agneta Lundh MFF                        | Lars Wengberg Anette Börjesson BMK Aura GBK                      |
| 1978   | Thomas Kihlström Täby IS               | Cecilia Jeppson BMK Aura         | Bengt Fröman Thomas Kihlström IFK Lidingö Täby IS               | Britt-Marie Larsson Agneta Lundh MFF                        | Lars Wengberg Karin Lindquist BMK Aura IFK Lidingö               |
| 1979   | Sture Johnsson Malmö FF                | Anette Börjesson GBK             | Bengt Fröman Thomas Kihlström IFK Lidingö                       | Lena Axelsson Karin Lindquist IFK Lidingö                   | Lars Wengberg Anette Börjesson BMK Aura GBK                      |
| 1980   | Thomas Kihlström IFK Lidingö           | Anette Börjesson GBK             | Stefan Karlsson Claes Nordin BMK Aura GBK                       | Lena Axelsson Karin Lindquist IFK Lidingö                   | Lars Wengberg Anette Börjesson BMK Aura GBK                      |
| 1981   | Thomas Kihlström BKC                   | Lena Axelsson IFK Lidingö        | Stefan Karlsson Thomas Kihlström BMK Aura BKC                   | Carina Andersson Cecilia Jeppson BMK Aura                   | Lars Wengberg Anette Börjesson BMK Aura GBK                      |
| 1982   | Thomas Kihlström BKC                   | Maria Bengtsson Malmö BK         | Stefan Karlsson Thomas Kihlström BMK Aura BKC                   | Maria Bengtsson Christine Magnusson Malmö BK Täby BMF       | Lars Wengberg Anette Börjesson BMK Aura GBK                      |
| 1983   | Ulf Johansson BMK Aura                 | Christine Magnusson BKC          | Stefan Karlsson Thomas Kihlström BMK Aura BKC                   | Maria Bengtsson Christine Magnusson Malmö BK BKC            | Thomas Kihlström Christine Magnusson BKC                         |
| 1984   | Stefan Karlsson BMK Aura               | Christine Magnusson BKC          | Stefan Karlsson Thomas Kihlström BMK Aura BKC                   | Maria Bengtsson Christine Magnusson BMK Aura BKC            | Thomas Kihlström Christine Magnusson BKC                         |
| 1985   | Stefan Karlsson BMK Aura               | Christine Magnusson BKC          | Stefan Karlsson Thomas Kihlström BMK Aura BKC                   | Maria Bengtsson Christine Magnusson BMK Aura BKC            | Thomas Kihlström Christine Magnusson BKC                         |
| 1986   | Ulf Johansson BMK Aura                 | Charlotta Wihlborg BMK Aura      | Jan-Eric Antonsson Pär-Gunnar Jönsson BKC Västra Frölunda BMK   | Maria Bengtsson Christine Magnusson BMK Aura BKC            | Thomas Kihlström Christine Magnusson BKC                         |
| 1987   | Ulf Johansson Göteborgs BK             | Christine Magnusson BKC          | Stefan Karlsson Thomas Kihlström BMK Aura BKC                   | Maria Bengtsson Christine Magnusson BMK Aura BKC            | Thomas Kihlström Christine Magnusson BKC                         |
| 1988   | Jens Olsson Göteborgs BK               | Christine Magnusson Spårvägen    | Jan-Eric Antonsson Pär-Gunnar Jönsson BKC Västra Frölunda BMK   | Maria Bengtsson Christine Magnusson BMK Aura Spårvägen      | Thomas Kihlström Christine Magnusson Spårvägen                   |
| 1989   | Jonas Herrgårdh Göteborgs BK           | Christine Magnusson Spårvägen    | Jan-Eric Antonsson Pär-Gunnar Jönsson BKC Västra Frölunda BMK   | Maria Bengtsson Christine Magnusson BMK Aura Spårvägen      | Jens Olsson Catrine Bengtsson GBK                                |
| 1990   | Pär-Gunnar Jönsson Västra Frölunda BMK | Christine Magnusson Spårvägen    | Peter Axelsson Mikael Rosén Täby BMF BMK Aura                   | Maria Bengtsson Christine Magnusson BMK Aura Spårvägen      | Jan-Eric Antonsson Maria Bengtsson BKC BMK Aura                  |
| 1991   | Jens Olsson Spårvägen                  | Catrine Bengtsson GBK            | Peter Axelsson Pär-Gunnar Jönsson Täby BMF Västra Frölunda BMK  | Catrine Bengtsson Maria Bengtsson GBK BMK Aura              | Pär-Gunnar Jönsson Maria Bengtsson Västra Frölunda BMK BMK Aura  |
| 1992   | Peter Axelsson Täby BMF                | Lim Xiaoqing Spårvägen           | Peter Axelsson Pär-Gunnar Jönsson Täby BMF Västra Frölunda BMK  | Catrine Bengtsson Maria Bengtsson GBK BMK Aura              | Pär-Gunnar Jönsson Maria Bengtsson Västra Frölunda BMK BMK Aura  |
| 1993   | Tomas Johansson Västra Frölunda BMK    | Lim Xiaoqing BMK Aura            | Peter Axelsson Pär-Gunnar Jönsson Täby BMF Västra Frölunda BMK  | Lim Xiaoqing Christine Magnusson BMK Aura Täby BMF          | Pär-Gunnar Jönsson Maria Bengtsson Västra Frölunda BMK BMK Aura  |
| 1994   | Jens Olsson Göteborgs BK               | Lim Xiaoqing BMK Aura            | Peter Axelsson Pär-Gunnar Jönsson Täby BMF Göteborgs BK         | Lim Xiaoqing Christine Magnusson BMK Aura Täby BMF          | Jan-Eric Antonsson Astrid Crabo BKC Täby BMF                     |
| 1995   | Jens Olsson Göteborgs BK               | Lim Xiaoqing BMK Aura            | Peter Axelsson Pär-Gunnar Jönsson Täby BMF Göteborgs BK         | Maria Bengtsson Margit Borg BMK Aura Malmö BK               | Jan-Eric Antonsson Astrid Crabo BKC Täby BMF                     |
| 1996   | Jens Olsson Västra Frölunda BMK        | Marina Andrievskaia GBK          | Peter Axelsson Pär-Gunnar Jönsson Täby BMF Göteborgs BK         | Astrid Crabo Susann Jacobsson Täby BMF                      | Peter Axelsson Catrine Bengtsson Täby BMF Askim BC               |
| 1997   | Rikard Magnusson BMK Aura              | Marina Andrievskaia GBK          | Peter Axelsson Pär-Gunnar Jönsson Täby BMF Västra Frölunda BMK  | Marina Andrievskaia Christine Gandrup GBK Täby BMF          | Peter Axelsson Catrine Bengtsson Täby BMF Askim BC               |
| 1998   | Daniel Eriksson Västra Frölunda BMK    | Marina Andrievskaia GBK          | Peter Axelsson Pär-Gunnar Jönsson Täby BMF Västra Frölunda BMK  | Marina Andrievskaia Catrine Bengtsson GBK Askim BC          | Robert Larsson Margit Borg Malmö BK                              |
| 1999   | Rikard Magnusson BMK Aura              | Margit Borg Malmö BK             | Peter Axelsson Pär-Gunnar Jönsson Täby BMF                      | Kristin Evernäs Jenny Karlsson Askim BC GBK                 | Fredrik Bergström Jenny Karlsson IFK Umeå GBK                    |
| 2000   | Tomas Johansson Västra Frölunda BMK    | Marina Andrievskaia Uppsala KFUM | Peter Axelsson Pär-Gunnar Jönsson Täby BMF                      | Jenny Karlsson Anna Lundin IFK Umeå Täby BMF                | Fredrik Bergström Jenny Karlsson IFK Umeå                        |
| 2001   | George Rimarcdi Uppsala KFUM           | Marina Andrievskaia Uppsala KFUM | Peter Axelsson Pär-Gunnar Jönsson Täby BMF                      | Marina Andrievskaia Christine Gandrup Uppsala KFUM Täby BMF | Fredrik Bergström Jenny Karlsson IFK Umeå                        |
| 2002   | Daniel Eriksson Västra Frölunda BMK    | Sara Persson Täby BMF            | Henrik Andersson Fredrik Bergström Västra Frölunda BMK IFK Umeå | Johanna Persson Elin Bergblom Täby BMF                      | Daniel Glaser Johanna Persson Täby BMF                           |
| 2003   | Rasmus Wengberg IFK Umeå               | Marina Andrievskaia Uppsala KFUM | Henrik Andersson Fredrik Bergström IFK Umeå                     | Johanna Persson Elin Bergblom Täby BMF                      | Jörgen Olsson Frida Andreasson Göteborgs BK                      |
| 2004   | George Rimarcdi Uppsala KFUM           | Marina Andrievskaia Uppsala KFUM | Henrik Andersson Fredrik Bergström IFK Umeå                     | Johanna Persson Frida Andreasson Täby BMF GBK               | Fredrik Bergström Johanna Persson IFK Umeå Täby BMF              |
| 2005   | Daniel Eriksson Västra Frölunda BMK    | Sara Persson Täby BMF            | Henrik Andersson Ola Molin IFK Umeå                             | Elin Bergblom Johanna Persson Uppsala KFUM Täby BMF         | Jörgen Olsson Johanna Persson Askim BC Täby BMF                  |
| 2006   | George Rimarcdi Uppsala KFUM           | Sara Persson GBK                 | Joakim Andersson Zhang Yi Täby BMF                              | Elin Bergblom Johanna Persson Uppsala KFUM GBK              | Henri Hurskainen Johanna Persson BMK Aura GBK                    |
| 2007   | George Rimarcdi Uppsala KFUM           | Sara Persson GBK                 | Imam Sodikin Imanuel Hirschfeld Uppsala KFUM                    | Lina Alfredsson Lina Uhac Malmö BK Västra Frölunda BMK      | Imam Sodikin Elin Bergblom Uppsala KFUM                          |
| 2008   | Magnus Sahlberg Västra Frölunda BMK    | Sara Persson GBK                 | Tim Foo Andi Hartono Uppsala KFUM                               | Elin Bergblom Johanna Persson Uppsala KFUM GBK              | Per-Henrik Croona Johanna Persson Karlskoga GBK                  |
| 2009   | Henri Hurskainen Malmö BK              | Zhang Xi Täby BMF                | George Rimarcdi Rizal Fadillah Kista BMK                        | Emelie Lennartsson Emma Wengberg BK Carlskrona Malmö BK     | Björn Fredriksson Elin Bergblom Uppsala KFUM                     |
| 2010   | Kristian Karttunen Göteborgs BK        | Zhang Xi Täby BMF                | Gert Künka Andi Hartono Uppsala KFUM                            | Emelie Lennartsson Emma Wengberg BK Carlskrona Malmö BK     | Joakim Andersson Zhang Xi Täby BMF                               |
| 2011   | Henri Hurskainen Malmö BK              | Christine Pettersson Skogås BK   | Gert Künka Andi Hartono Uppsala KFUM                            | Emelie Lennartsson Emma Wengberg BK Carlskrona Malmö BK     | Gert Künka Amanda Högström Uppsala KFUM                          |
| 2012   | Henri Hurskainen Malmö BK              | Elin Bergblom Uppsala KFUM       | Joel Johansson-Berg Magnus Sahlberg Kista BMK BK Carlskrona     | Emelie Lennartsson Emma Wengberg BK Carlskrona Malmö BK     | Andi Hartono Elin Bergblom Uppsala KFUM                          |
| 2013   | Gabriel Ulldahl Västra Frölunda BMK    | Matilda Petersen BMK Aura        | Patrik Lundqvist Jonathan Nordh Malmö BK BK Carlskrona          | Emelie Lennartsson Emma Wengberg BK Carlskrona Malmö BK     | Jonathan Nordh Emelie Lennartsson BK Carlskrona                  |
| 2014   | Henri Hurskainen                       | Ellinor Widh                     | Richard Eidestedt Andi Hartono                                  | Emelie Lennartsson Emma Wengberg                            | Jonathan Nordh Emelie Lennartsson                                |
| 2015   | Gabriel Ulldahl                        | Ellinor Widh                     | Richard Eidestedt Tim Foo                                       | Clara Nistad Moa Sjöö                                       | Nico Ruponen Amanda Högström                                     |
| 2016   | Gabriel Ulldahl                        | Larisa Griga                     | Sebastian Gransbo Peder Nordin                                  | Clara Nistad Emma Wengberg                                  | Filip Myhren Emma Wengberg                                       |
| 2017   | Mathias Borg                           | Emma Karlsson                    | Richard Eidestedt Nico Ruponen                                  | Emma Karlsson Johanna Magnusson                             | Nico Ruponen Amanda Högström                                     |
| 2018   | Gabriel Ulldahl                        | Ashwathi Pillai                  | Richard Eidestedt Tim Foo                                       | Emma Karlsson Johanna Magnusson                             | Richard Eidestedt Clara Nistad                                   |
| 2019   | Hermansah                              | Ashwathi Pillai                  | Richard Eidestedt Andi Hartono                                  | Emma Karlsson Johanna Magnusson                             | Melker Bexell Tilda Sjöö                                         |
| 2020   | Felix Burestedt                        | Edith Urell                      | Richard Eidestedt Andi Hartono                                  | Emma Karlsson Johanna Magnusson                             | Melker Bexell Tilda Sjöö                                         |
| 2021   | Felix Burestedt                        | Edith Urell                      | Joel Hansson Melker Bexell                                      | Johanna Magnusson Clara Nistad                              | Gustav Björkler Sanne Ekberg                                     |
| 2022   | Felix Burestedt                        | Edith Urell                      | Joel Hansson Melker Bexell                                      | Johanna Magnusson Clara Nistad                              | Johan Azelius Romina Olyaee                                      |
| 2023   | Felix Burestedt                        | Edith Urell                      | Ludwig Axelsson Jakob Ekman                                     | Clara Nistad Jessica Silvennoinen                           | Melker Bexell Tilda Sjöö                                         |
| 2024   | Andi Fadel Muhammad                    | Mirjam Lindgärde                 | Filip Karlborg Mio Molin                                        | Moa Sjöö Tilda Sjöö                                         | Andhika Anhar Jessica Silvennoinen                               |
| 2025   | Gustav Björkler                        | Julia Tuvesson                   | Ludwig Axelsson Jakob Ekman                                     | Tilda Sjöö Moa Sjöö Gozzi                                   | Filip Karlborg Tilda Sjöö                                        |